# Maoïsme
 (décembre 2014).
Si vous disposez d'ouvrages ou d'articles de référence ou si vous connaissez des sites web de qualité traitant du thème abordé ici, merci de compléter l'article en donnant les références utiles à sa vérifiabilité et en les liant à la section « Notes et références ».
Le maoïsme (en chinois : 毛泽东思想, pinyin : Máo Zédōng sīxiǎng, « pensée Mao-Zedong ») est un courant du communisme révolutionnaire développé au XXe siècle par Mao Zedong, chef du Parti communiste chinois, qui arrive au pouvoir en Chine dès 1949, au terme d'une longue guerre civile contre le Kuomintang et d'une guerre contre l'empire du Japon. Comme Lénine dit avoir adapté les théories de Karl Marx à la Russie, Mao déclare adapter les théories de Marx et de Lénine à la situation politique et économique de la Chine du XXe siècle. Sa pensée se révèle prolétaire, et anti impérialiste tout aussi.
À la sortie de la Seconde Guerre mondiale, Mao affirme vouloir émanciper la population chinoise à la fois de l'impérialisme occidental et du confucianisme. Au moment de la rupture sino-soviétique, Mao se réclame d'une lecture « anti-révisionniste » du marxisme-léninisme et refuse de suivre un processus parallèle à la déstalinisation, poussant la Chine encore plus loin sur la voie du quadrillage total de la société par le Parti et du culte de sa personnalité. Le maoïsme, même si la tendance pro-soviétique reste très largement majoritaire au sein du communisme mondial, commence alors à la concurrencer, et de multiples groupes à travers le monde se réclament de Mao et de sa vision tiers-mondiste et « anti-impérialiste ». L'Albanie d'Enver Hoxha devient même un pays satellite de la Chine.
Après la mort de Mao en 1976, le maoïsme est, en république populaire de Chine, progressivement vidé de sa substance idéologique même si le PCC continue de se réclamer officiellement de la « pensée Mao-Zedong ». En revanche, des groupes maoïstes, d'importance très inégale, continuent d'exister à travers le monde, notamment des groupes armés de l'Inde, du Népal et d'Amérique latine. En Occident, le maoïsme intellectuel a fait long feu, ses adeptes ayant dans leur immense majorité changé d'opinions après la mort de Mao, alors que les historiens d'aujourd'hui reconnaissent dans cette doctrine une idéologie totalitaire comparable au stalinisme.

## Mao Zedong
Se définissant comme marxistes-léninistes, Mao Zedong et le Parti communiste chinois ont lutté contre l'organisation traditionnelle de la société chinoise qui, selon l'analyse partagée par la plupart des intellectuels progressistes de la première moitié du XXe siècle, était responsable de la pauvreté du pays et de la détresse des plus démunis. L'histoire de la Chine sous Mao est une succession de campagnes, souvent violentes, visant à destituer les « droitistes », les « bourgeois » ou la « réaction », et la plupart d'entre elles ont été directement lancées par Mao ou son entourage proche.
Depuis la prise du pouvoir par Mao en 1949, la Chine est sous l'influence de sa pensée, dont on trouve un condensé dans le Petit Livre rouge d'abord destiné à l'Armée Rouge contre le Kuomintang (parti nationaliste chinois, réfugié depuis lors à Taïwan). Cependant, l'influence réelle du « Grand Timonier » sur son pays et sur les décisions du gouvernement a connu des variations. Héros incontesté de la victoire de l'Armée rouge puis président et chef du parti, il a été relativement tenu à l'écart du pouvoir et de la scène politique dans les années 1960 avant de reprendre les rênes du pays à la faveur du chaos engendré par la révolution culturelle. Utilisé par les observateurs étrangers, le néologisme maoïsme, qui se dit, en chinois mao tse-tounguisme, est adopté par les gardes rouges en 1966. Aujourd'hui, l'influence historique et morale du maoïsme sur la Chine est encore très profonde mais les réformes économiques majeures depuis la mort de Mao ont introduit beaucoup de changements dans des domaines comme l'agriculture ou la liberté d'entreprise. Si les libertés politiques n'existent pas et que le Parti communiste chinois reste l'appareil central du pouvoir, l'expansion de l'économie et sa croissance ont profondément changé la Chine.
En Europe et en France, l'influence intellectuelle du maoïsme a connu son apogée vers 1968, lorsque de nombreux jeunes insatisfaits du système soviétique furent attirés par une idéologie à la fois plus radicale et plus lointaine. Contrairement au trotskysme dont la plupart des courants soutenaient à ce moment la primauté de la classe ouvrière, le maoïsme conduisait à affirmer la force révolutionnaire des nations du tiers-monde. Dans le tiers-monde, au Pérou par exemple, de nombreux leaders communistes se réclamèrent du maoïsme et nouèrent des liens privilégiés avec la Chine.

## Idéologie maoïste
Il faut distinguer trois maoïsmes : le maoïsme tel qu'il a été formulé, tel qu'il a été appliqué concrètement, et tel qu'il a été perçu depuis l'Occident.
Le maoïsme déclare adapter le marxisme au cas des pays en voie de développement. Il met l'accent sur l'indépendance nationale (« compter sur ses propres forces ») et sur le développement équilibré de la paysannerie et de l'industrie légère (« marcher sur ses deux jambes »).
Historiquement, la redistribution des terres aux paysans a commencé par la réforme agraire. Cette réforme sociale, initiée dès 1946, a été dans un premier temps saluée par la plupart des Chinois. L'échelle des salaires perçus par les Chinois était plus réduite qu'en URSS. Cette moindre inégalité salariale n'empêchait pas l'existence de privilèges qui ne prenaient pas une forme monétaire directe[réf. nécessaire]. De tels privilèges déterminaient des conditions de vie radicalement différentes de celles des masses dans l'accès à l'information, l'accès aux études, la qualité des soins de santé, la qualité des transports, etc. Les inégalités ne concernaient pas uniquement les cadres du parti[réf. nécessaire]. La catégorie sociale dans laquelle ils se trouvaient s'appliquait à leurs enfants et à leur épouse, ouvrant ainsi la voie à de nombreux privilèges à l'ensemble du noyau familial[réf. nécessaire]. En un sens, le succès actuel du capitalisme en Chine repose sur la base solide des privilèges acquis par la bureaucratie maoïste dès le début du régime. La plupart des capitalistes actuels sont issus des milieux dirigeants du Parti[réf. nécessaire].
Le deuxième volet du maoïsme est très bien incarné par le Grand Bond en avant, où il s'agissait de s'aligner sur des objectifs de production irréalistes. L'ambition était de faire de la Chine l'une des plus grandes puissances du monde. Il y a dans cette idéologie beaucoup de patriotisme. Mais aussi de volonté de mettre en œuvre le communisme dans les campagnes notamment par le développement de la forme politique et économique que fut la « commune populaire » rurale.
Le troisième volet repose sur la mise en avant de la « pensée Mao-Zedong ». Bien que le parti fût une organisation puissante qui disposait d'un Politburo, et d'un immense appareil calqué sur celui que Lénine avait forgé en URSS, nombre des citations de Mao alimentaient les aspirations de la politique future. La « pensée Mao-Zedong » était considérée comme l'application en Chine du marxisme-léninisme. Deng Xiaoping fut la figure majeure de l'opposition à ce concept.
Alain Peyrefitte dans son livre Quand la Chine s'éveillera cite une déclaration à l'armée du maréchal Lin Piao : « L'arme la meilleure n'est pas l'avion, l'artillerie lourde, les chars ou la bombe atomique, c'est la pensée mao-tsetung ; la force combattante la plus grande, c'est l'homme armé de la pensée-maotsetung », ce qui traduit l'ambition première du communisme de Mao Zedong, la conquête des esprits.

## Principaux concepts

### Ligne de Masse
La ligne de masse est le principe maoïste définissant le rôle que doit avoir le parti communiste, ainsi que l'attitude et le positionnement que celui-ci doit adopter par rapport aux masses. Le parti doit selon cette théorie trouver le juste milieu entre deux attitudes, le suivisme et l'aventurisme. Il doit veiller à apporter des idées aux masses sans pour autant s'en couper et s'enfermer dans une logique sectaire, il ne doit pas non plus attendre tout des masses mais doit susciter chez elles une réflexion, suggérer.

### Critique de l'impérialisme et la théorie des trois mondes
L'analyse maoïste de la situation géopolitique mondiale, dite « Théorie des trois mondes », fut élaborée en Chine afin d'expliciter la géopolitique chinoise. Elle sépare les nations en trois groupes. Le premier groupe est celui des nations développées, des superpuissances telles que les États-Unis ou l'URSS possédant une ambition d'échelle planétaire, et adoptant une politique impérialiste. Le second groupe regroupe les pays développés et industrialisés, les puissances de second rang telles le Japon, la France, le Royaume-Uni etc. Ces nations sont considérées par Mao comme liées par un lien de vassalité aux plus grandes puissances, elles font partie de l'un des deux blocs. Le troisième groupe comprend lui les nations en voie de développement, les pays non-alignés d'Afrique, d'Asie ou d'Amérique latine, qui s'étaient faits connaître à la conférence de Bandung en 1955. Ce troisième monde comprend également la Chine qui doit mener le mouvement des non-alignés (au départ sous l'égide de l'Inde et de l'Égypte). Ce troisième monde doit lutter contre le premier, et les puissances qui le composent doivent s'allier.
Dans les faits cette doctrine se heurte à plusieurs contradictions émanant de la politique chinoise elle-même. La guerre entre l'Inde et la Chine de 1962 et la réconciliation entre la Chine et les États-Unis de 1972 viennent étayer le manque de cohérence entre le discours maoïste et les actes qui lui font suite.
Cette entreprise de lutte contre l'impérialisme est d'abord orientée à l'encontre de Washington dans la période qui s'écoule entre la guerre de Corée où les deux puissances s'affrontent militairement et l'alliance de 1972. C'est néanmoins l'URSS post-stalinienne qui représenta le plus grand danger pour Pékin, le divorce s'effectua au début des années 1960, allant jusqu'au conflit armé en 1969 à la frontière entre les deux pays. L'URSS fut ainsi qualifiée par Mao comme une puissance sociale-impérialiste, d'allure socialiste mais d'essence impérialiste.
Cette théorie est résumée en une célèbre citation de Mao Zedong, l'impérialisme est un tigre de papier.

### Nouvelle démocratie et bloc des quatre classes
Tandis que la théorie marxiste de la lutte des classes stipule que la révolution prolétarienne ne doit intervenir qu'après la phase de domination bourgeoise, l'idéologie maoïste prétend adapter cette théorie à la réalité des pays en voie de développement. Mao prétend passer du féodalisme à la dictature du prolétariat sans la transition bourgeoise. La transition doit s'effectuer sur la base de la « Nouvelle Démocratie », celle-ci étant permise par le « bloc des quatre classes ». Ces quatre classes sont représentées sur le drapeau de la république populaire de Chine par les quatre étoiles jaunes gravitant autour d'une plus grande. Sont ainsi représentés le prolétariat ouvrier, les paysans, les petits bourgeois (artisans et commerçants) et les capitalistes « patriotes ». L'union de ces quatre classes doit permettre la destitution de la classe aristocratique, la fin de la féodalité et par voie de conséquence à l'avènement de la Nouvelle Démocratie dont il est question. Celle-ci permettant par la suite la transition vers le socialisme.

## Histoire du maoïsme

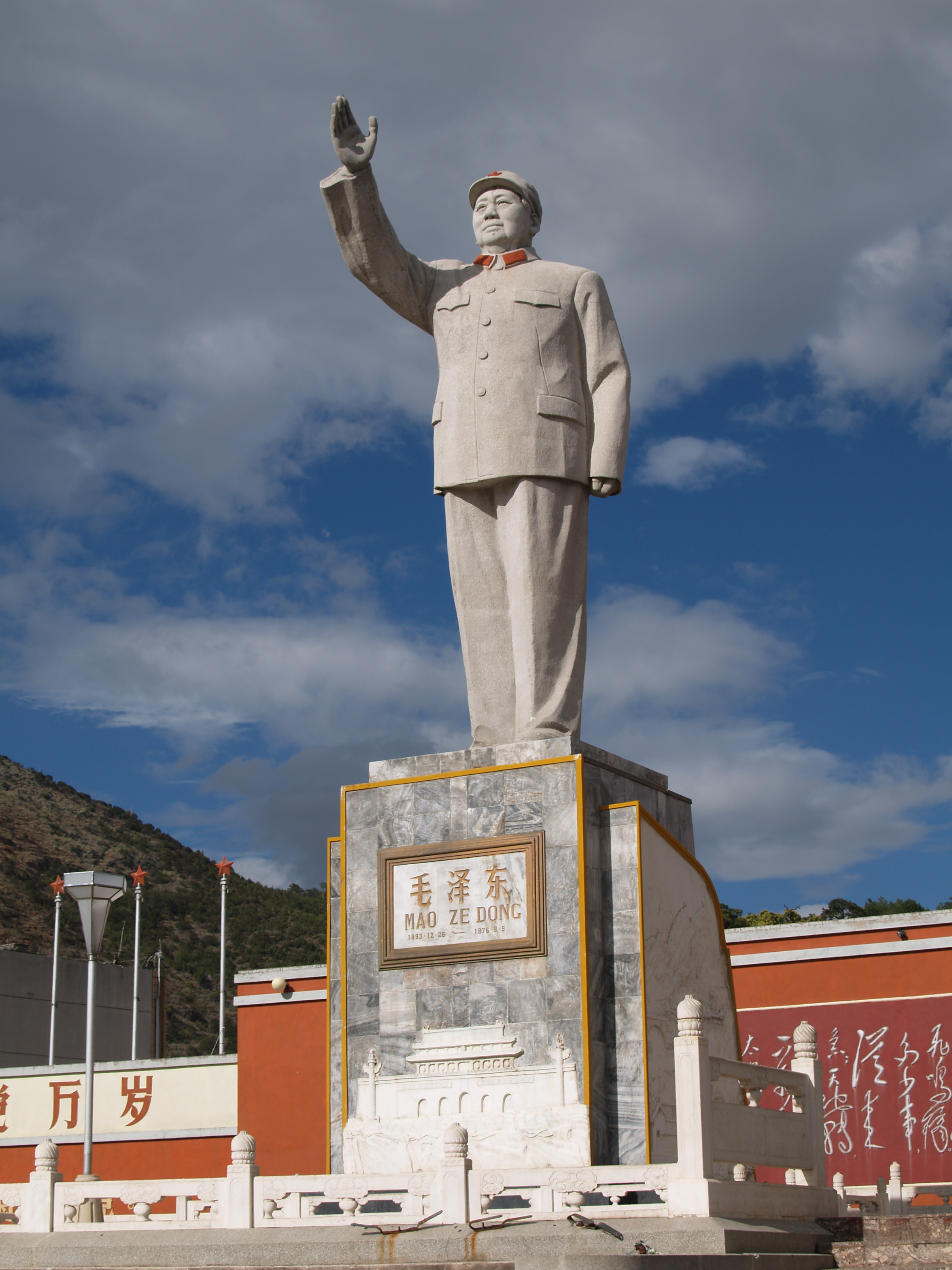
Statue de Mao Zedong à Lijiang.

Pendant la période des seigneurs de la guerre chinois (1916-1928), un grand chaos règne en Chine, les inégalités de la Chine impériale sont toujours présentes. Le parti communiste chinois est officiellement fondé en 1920.
Les communistes et le Kuomintang (KMT) s'associent dans un premier temps au sein du premier front uni (1924-1927), contre leur ennemi commun, l'empire du Japon. Après la mort du fondateur du Kuomintang, Sun Yat-sen, Tchang Kaï-chek prend le pouvoir en 1926, il commence des intrigues anticommunistes, et déclare la loi martiale sous des prétextes de complot et enfin opère le Putsch de Canton en mars 1926. Le massacre de Shanghai du 12 avril 1927, ou Tchang finance à cette fin la triade de la Bande Verte, scelle la séparation des deux partis et le début de la guerre civile chinoise (1927-1950).
En 1931, les Maoïstes créent la République soviétique chinoise (1931-1937) dans la province du Jiangxi, soutenue par l'URSS.
La Mandchourie est occupée par les Japonais dès 1931 où ils créent l'État fantoche du Mandchoukouo (1932-1945) en y mettant à la tête l'ancien empereur mandchou Puyi. À cette époque, les différents pouvoirs en Chine cherchent à s'attribuer le mérite de repousser les Japonais. Ce sont les forces du Guomindang (KMT) qui parviennent à repousser les Japonais[réf. nécessaire], mais elles se retrouvent divisées au nord de la Chine et au sud (Shanghai), où elles conservent le pouvoir avec l'appui des Américains. Les communistes appuyés par la paysannerie, largement majoritaire dans le pays, s'emparent de Pékin. La république populaire de Chine est proclamée avec enthousiasme en 1949. Le Kuomintang se réfugie à Taïwan avec l'appui des États-Unis, que ces derniers avaient rendu à la Chine à la capitulation du Japon.
En 1950 a lieu la réforme agraire qui consiste à destituer les propriétaires terriens afin de redistribuer les terres aux paysans. Suivent quelques campagnes de lutte contre les éléments jugés contre-révolutionnaires. C'est le peuple lui-même qui se charge de l'épuration, instrumentalisé à la fois par un besoin de revanche des petits contre les puissants et par la propagande de Mao. Les camps de travail, les laogai, sur le modèle du Goulag soviétique, se multiplient.
En 1956 est lancé le Grand Bond en avant. L'objectif est de réaliser simultanément la collectivisation de l'agriculture et l'industrialisation de la Chine, les nouvelles industries (notamment la production d'acier) devant permettre de fournir les équipements nécessaires aux exploitations collectives. L'organisation de la campagne s'inspire de celle des plans quinquennaux soviétiques. À la suite des problèmes du Grand Bond en avant et des conditions climatiques, la Chine essuie de graves famines dont l'importance n'est connue que très tardivement : contrairement à l'URSS et à son émigration qui diffuse des informations, la Chine est largement inconnue y compris pour des catastrophes majeures dues à des décisions politiques. L'expérience des communes populaires où la propriété privée est totalement abandonnée se révèle catastrophique, puisque par exemple les paysans ne possèdent même plus d'instruments de cuisine et qu'ils mangent dans des cantines collectives, ce qui les rend encore plus vulnérables quand la famine vient. Il s'agit bien de la volonté d'appliquer le communisme sans attendre. Le Grand Bond est par ailleurs dénoncé par l'Union soviétique comme contraire au marxisme-léninisme pur, ce qui entraîne la rupture sino-soviétique.
En 1966 débute la révolution culturelle, marquée par l'avènement des gardes rouges. Le pays sombre vite dans le chaos et la violence, différentes factions s'affrontant toutes sous la bannière de la « pensée Mao Zedong ». Les arts traditionnels sont remis en cause ainsi que les influences occidentales. Les élites intellectuelles sont vivement attaquées.
Ce n'est qu'en 1966 qu'est proclamée officiellement la révolution culturelle. La direction du PC chinois est remplacée par un groupe chargé de la révolution culturelle dont la composition varie à plusieurs reprises. Après avoir encouragé les gardes rouges à s'en prendre aux cadres dirigeants, et particulièrement au président de la République chinoise, Liu Shaoqi, Mao organise une reprise en main à partir de l'été 1967. La plupart des gardes rouges sont envoyés dans les campagnes pour se faire rééduquer et les nouvelles structures reposent principalement sur l'armée. En 1969, le IXe Congrès du parti consacre les nouveaux équilibres du groupe dirigeant. La fraction maoïste, dirigée par Lin Biao, noue une alliance avec une partie de la vieille garde du parti incarnée par Zhou Enlai.
À partir de 1971, Mao s'oriente vers un front mondial anti-soviétique. Lin Biao, qui semble s'opposer à cette orientation, est éliminé. La version officielle l'accuse d'être un espion soviétique et attribue sa mort à un accident d'avion, alors qu'il fuyait vers l'URSS. La visite à Pékin du président Richard Nixon incarne le cours nouveau théorisé par Mao sous la terminologie de « Théorie des trois mondes ». Les invitations du dirigeant chinois se multiplient tous azimuts, du zaïrois Mobutu au Shah d'Iran, de Franz Josef Strauss aux représentants de la dictature militaire pakistanaise, Mao multiplie les contacts en vue de la formation d'un front international contre l'hégémonisme soviétique. Il reconnaît même le pouvoir du général Augusto Pinochet, après son coup d'État de 1973 au Chili. La victoire des communistes vietnamiens est mal vécue par la direction chinoise qui considère qu'elle doit faire face à la menace soviétique sur deux fronts : au nord avec l'URSS ; au sud avec une Indochine sous hégémonie vietnamienne. La direction maoïste soutient alors Pol Pot au Cambodge, qui entreprend la construction d'un régime radicalement totalitaire et s'oppose aux Vietnamiens.
Mao Zedong meurt en 1976. Hua Guofeng lui succède et élimine la « bande des Quatre » qui comprend la veuve de Mao, Jiang Qing. La direction de Hua Guofeng ne constitue cependant qu'un interrègne, suivi par l'arrivée au pouvoir de Deng Xiaoping qui déclare : « Mao avait raison à 70 % et tort à 30 % ». Malgré un hommage formel rendu à Mao, le PC chinois s'oriente progressivement vers un abandon du maoïsme.

## Maoïsme chinois après la mort de Mao Zedong
Après la mort de Mao Zedong, le régime chinois rejette la révolution culturelle et emprisonne ses partisans menés par la bande des Quatre. Si Mao fait l'objet d'un culte officiel, incarné par son sarcophage en verre situé dans son mausolée de la place Tian'anmen à Pékin, les Chinois sont plus partagés, certains gardant l'image d'un tyran responsable de la mort de millions de personnes, alors que d'autres le vénèrent sans limites. Mais dans un pays où l'opinion publique est muselée, il est difficile d'évaluer réellement l'image qu'ont les Chinois du XXIe siècle de l'ancien dirigeant.
En 2013, le 120e anniversaire de la naissance de Mao est fêté en grande pompe par le régime chinois, qui dépense 2 milliards d'euros pour en faire un événement exceptionnel (cérémonies, statues, infrastructures...). À la même période, plusieurs pratiques de l'ère maoïste sont ressuscitées, notamment pour les dirigeants du parti, dont l'autocritique publique et la délation provoquent les moqueries de nombreux Chinois sur Internet. Divers observateurs politiques notent que le nouveau président Xi Jinping instrumentalise cette nostalgie maoïste pour contenter la gauche du Parti, alors que ses réformes économiques vont radicalement à l'encontre du communisme de Mao et poursuivent au contraire celles initiées par Deng Xiaoping,.

## Maoïsme dans les autres pays communistes
Dans les autres pays communistes, où la ligne politique était étroitement contrôlée par les partis uniques au pouvoir, l'idéologie maoïste n'a globalement joué qu'un rôle marginal — et cette influence est toujours venue des dirigeants et non de la base. Dans les pays communistes qui ne faisaient pas partie du bloc soviétique, l'influence du maoïsme fut quasi nulle pour les principaux pays, République fédérative socialiste de Yougoslavie, Cuba ou Viêt Nam, mais fut importante en République populaire démocratique de Corée, pourtant pro-soviétique, et essentielle dans le Kampuchéa démocratique (Khmers rouges) et la République populaire socialiste d'Albanie.

## Maoïsme en Occident
Le maoïsme séduisit de nombreux intellectuels en Europe occidentale, d'horizons aussi divers, pour ne prendre que l'exemple de la France, que ceux du prêtre dominicain Jean Cardonnel ou du philosophe, dramaturge et écrivain Jean-Paul Sartre. Il est aussi diffusé dans des milieux très divers notamment auprès d'étudiants et de la jeunesse « contestataire », et donna naissance à divers regroupements militants, dont certaines fractions pratiquèrent alors une violence qu'elles pensaient « révolutionnaire ». L'histoire du maoïsme en Europe peut être divisée en trois périodes.

### Origines
Une première période s'ouvre avec le XXe congrès du Parti communiste de l'Union soviétique en 1956. La critique du stalinisme se heurte à des oppositions importantes dans certains partis communistes européens (notamment celle de Maurice Thorez en France). Dans les années qui suivirent le XXe Congrès du PC soviétique, Mao avait appuyé la déstalinisation. L'expérience de la révolution chinoise avait montré[réf. nécessaire] que Staline faisait passer les intérêts de son État avant les intérêts de la révolution dans d'autres pays. Cependant, au fur et à mesure que les désaccords entre Chinois et Soviétiques s'envenimèrent (principalement à partir de 1960), les Chinois s'efforcèrent de rallier les éléments les plus staliniens des différents PC.
Pour l'essentiel, cette tentative échoua. Les tendances anti-khrouchtchéviennes reculèrent généralement devant la perspective d'une scission. Leur adhésion au stalinisme était inséparable de la fidélité à l'Union soviétique et, dès lors qu'une scission signifiait la rupture avec l'URSS, ces militants préféraient maintenir l'unité avec la direction soviétique. La scission intervint au niveau international en 1963. Le PC chinois publia un long texte programmatique sur la ligne générale du mouvement communiste international (« les 25 points ») et appela les « forces saines marxistes-léninistes » à se rassembler autour de cette plateforme.
Très peu de militants communistes européens se rallièrent à la ligne « anti-révisionniste » chinoise. Il s'agissait généralement de militants de base et de cadres intermédiaires. Seule la Belgique fit exception à cette règle. La scission « pro-chinoise » de 1963 y fut relativement importante (compte tenu du fait que le Parti communiste de Belgique était lui-même un petit parti). Le PCB dissident dirigé par Jacques Grippa fut le plus important parti maoïste d'Europe occidentale pendant cette première phase. Il publiait l'hebdomadaire La Voix du Peuple, comptait plusieurs centaines de militants lors de sa formation et fonctionnait comme un centre international de regroupement des marxistes-léninistes sur la ligne chinoise tant en Europe que dans d'autres parties du monde (Afrique notamment). Le PCB de Grippa rompit avec la direction maoïste en 1966 en exprimant son rejet de la révolution culturelle analysée comme un putsch mené par Mao contre le parti. Le PCB se morcela en une demi-douzaine de groupes concurrents. Voir : Maoïsme en Belgique.
Pendant cette première phase, un certain nombre de militants se rapprochèrent également du maoïsme en raison de leur soutien à des luttes armées dans le Tiers-Monde (guerre d'Algérie, notamment). Cet apport de militants tiers-mondistes au maoïsme européen apparaît notamment dans la création de la revue Révolution.

### Révolution culturelle
Vers 1966-1968, la radicalisation d'une partie de la jeunesse étudiante occidentale apporte de nouveaux partisans au maoïsme. C'est le début d'une deuxième période caractérisée par un assez large rayonnement de la Chine dans les milieux étudiants et intellectuels. La « voie chinoise » est perçue comme une sortie du stalinisme par la gauche, sans ralliement au trotskisme. La révolution culturelle chinoise est interprétée comme un mouvement de critique du parti par « les masses », et séduit par l'idéologie anti-autoritaire affichée. Des récits édifiants se multiplient sur une Chine où se forge « l'homme nouveau » : des journalistes, psychanalystes, philosophes, prêtres, cinéastes, et écrivains rivalisent d'éloges. Pour Maria Antonietta Macciocchi, auteure du livre De la Chine qui exalte la révolution culturelle, les prisons chinoises sont un des endroits les plus agréables qui soient. Les futurs « nouveaux philosophes » s'efforcent de trouver un sens profond aux phrases assemblées formant le Petit Livre rouge de Mao censées former le sommet théorique de la philosophie marxiste. Pour Charles Bettelheim, la Chine aurait découvert une voie économique authentiquement socialiste en rompant avec la tradition stalinienne. Des militants lisent la version française du périodique destiné à la propagande Pékin information qui existe dans une multitude de langues. Ils sont aussi très actifs dans la dénonciation de la guerre conduite par les États-Unis au Vietnam.
Le courant maoïste s’appuie sur des réseaux éditoriaux et intellectuels importants dont témoigne, par exemple, la publication de l'ouvrage de Maria Antonietta Macciocchi. Son livre est soutenu dans le monde de l’édition par Philippe Sollers et ses collègues de Tel quel, épaulés par Le Monde et une partie de la rédaction du Nouvel Observateur. Ces mêmes réseaux font tout pour empêcher les analyses négatives de livres comme celui du sinologue belge Simon Leys, tels que Les Habits neufs du président Mao (1971).
Face à cette « Maomania » européenne, des ouvrages argumentés mais peu lus apportent une critique : Charles Reeve), ainsi que les auteurs trotskistes comme Livio Maitan, ou encore le recueil Révo. cul. dans la Chine pop. (1974), enfin le franco-chinois Bao Ruo-wang/Jean Pasqualini témoigne de l'existence du laogai (Goulag chinois). Comme la « Stalinomania » avant elle, la « Maomania » européenne réfute ces analyses : leurs auteurs critiques sont qualifiés de « suppôts du capitalisme » ou « du révisionnisme ». Jean Yanne se moque de cette mode française avec sa comédie Les Chinois à Paris. Celle-ci est extrêmement mal accueillie par les militants maoïstes français, l'Union des communistes de France (UCF-ML), dirigée par Alain Badiou s'efforçant de déchaîner une campagne de boycott.
Les rapports difficiles entre les premiers noyaux de militants staliniens des PC et la nouvelle génération, aussi certains les uns que les autres de tenir la seule ligne politique valide, furent souvent à l'origine de scissions et de crises. Les premiers préfèrent la dénomination de « marxistes-léninistes » à celle de « maoïstes », qui n’apparaît fréquemment qu'après 1968, et mettent l'accent sur la continuité dans l'histoire du mouvement communiste international. En 1970, on dénombre plusieurs centaines d'organisations maoïstes en Europe, souvent minuscules. Le plus souvent, elles se livrent une guerre idéologique impitoyable. Certaines d'entre elles reproduisent le culte de la personnalité de Mao en présentant leur propre dirigeant comme le leader bien-aimé de la classe ouvrière de leur pays (Aldo Brandirali en Italie, Arnaldo Matos au Portugal, etc.). Ce phénomène est loin d'être limité à l'Europe : au Canada (Hardial Bains) ou au Pérou (Abimael Guzmán, alias « Président Gonzalo »), le culte des génies locaux occupe une place importante dans le maoïsme.
La nouvelle génération apportera des dizaines de milliers de nouveaux militants mais très inégalement répartis dans le monde. La plupart d'entre eux n'ont qu'une expérience limitée du « communisme » et leur « marxisme » est souvent sommaire. En Italie, en Espagne et dans la partie flamande de la Belgique, la plupart des nouveaux dirigeants proviennent surtout de milieux catholiques radicalisés. Quelques citations de Mao tiennent lieu de ligne politique et les organisations connaissent une instabilité marquée. À l'exception de la Grande-Bretagne où les organisations trotskystes sont dominantes, la nébuleuse des organisations maoïstes sera la principale force de l'extrême-gauche entre 1968 et 1975. Cependant, en France, la Ligue communiste révolutionnaire, trotskyste, avait une audience et une capacité militante importante qui lui permettait de rivaliser avec, par exemple, la Cause du peuple, maoïste et la figure de Trotski y était opposée aussi bien à celle de Mao qu'à celle de Staline.
Dans certains pays, il existe outre des organisations maoïstes qui reprennent les positions chinoises, des organisations d'extrême-gauche que l'on pourrait qualifier de « maoïsantes ». Elles considèrent Mao comme un éminent dirigeant révolutionnaire sans reprendre à leur compte l'ensemble des positions politiques du PC chinois. Sur des questions comme le culte de Staline ou le refus de tout front uni avec les « révisionnistes », elles adoptent souvent des positions nuancées. C'est le cas notamment d'Il Manifesto en Italie, de l'Organisation communiste Bandera Roja en Espagne ou de tendances au sein du PSU en France.
Si les organisations maoïstes sont très actives, elles échouent cependant à s'implanter de façon durable en milieu ouvrier. Malgré la priorité qu'elles accordent à cette tâche, leur hostilité extrême à l'égard des PC et des directions syndicales très présents dans ce milieu, leur théorisation sur de nouvelles avant-gardes (jeunes ou immigrés) ne leur permettent pas de gagner une base ouvrière. L'envoi de lycéens et d'étudiants dans des usines sert souvent de substitut à cette base. Le seul parti maoïste d'Europe qui parviendra à se développer et connaît jusqu'à nos jours une certaine implantation et une représentation parlementaire est le SP (Parti Socialiste) des Pays-Bas mais ce parti a écarté toute référence au maoïsme dès la fin des années 1970.
Un des facteurs qui a contribué à l'instabilité du courant maoïste a été le refus des dirigeants chinois de former un cadre international multilatéral. Pékin préférait attribuer et retirer des « reconnaissances » en fonction de la capacité des groupes à répéter textuellement les éditoriaux de Pékin Information. Une aide financière non négligeable récompensait les groupes les plus fidèles indépendamment de leurs activités réelles sur le terrain. Le cas des Pays-Bas résumait bien cette situation : les Chinois y finançaient abondamment un groupe créé de toutes pièces par la sûreté de l'État.

### Maoïsme occidental après la mort de Mao
Les multiples tournants politiques de la Chine et les difficultés croissantes de recrutement provoqueront une crise du mouvement maoïste européen aggravée par l'apparition d'un conflit idéologique entre Albanais et Chinois. On peut considérer que la troisième période commence vers 1975-1976. Mao meurt en 1976. Les dernières années de sa vie ont été marquées par la liquidation de la révolution culturelle et un rapprochement avec les États-Unis pour créer un front uni mondial contre l'URSS. La chute est brutale. La majorité des organisations maoïstes finissent par se dissoudre. Un petit nombre d'entre elles se rallient aux thèses albanaises (UDP au Portugal). Quelques-unes resteront des partisans inconditionnels de Pékin et défendront la « théorie des trois mondes » jusqu'à l'avènement de la perestroïka (PTB en Belgique, PCPml au Portugal, Parti communiste ouvrier de Norvège).
Dans l'ensemble, le mouvement maoïste n'a atteint aucun de ses objectifs. Il ne s'est pas substitué aux partis communistes « révisionnistes ». Par contre, certains de ses dirigeants ont appris le jeu difficile de la politique et ont connu de brillantes carrières sous d'autres étendards. Tel est le cas de l'ancien président de la Commission européenne, José Manuel Barroso, du président de la région Lombardie en Italie Roberto Maroni (Ligue du Nord), d'un des principaux idéologues du patronat français François Ewald, de l'ancien ministre allemand des affaires étrangères Joschka Fischer. Pour sa part, Aldo Brandirali, jadis chef de l'Union des communistes italiens (marxistes-léninistes), est devenu un animateur du mouvement catholique charismatique Comunione e Liberazione et joue un rôle important dans la fédération de Milan du parti de Silvio Berlusconi, Forza Italia. Le Parti du travail de Belgique est l'un des rares anciens partis maoïstes occidentaux qui ait continué à exister sur le plan électoral.

### Liste des organisations maoïstes dans les différents pays occidentaux
- Aux États-Unis, le Progressive Labor Party (1963-1971) et le Parti communiste révolutionnaire, États-Unis (dirigé depuis 1975 par Bob Avakian).
- En république populaire socialiste d'Albanie, le Parti du travail d'Albanie d'Enver Hoxha s'est réclamé de Mao Zedong, même après sa rupture avec la Chine en 1977.
- En Allemagne de l'Ouest, le Parti communiste d'Allemagne/Marxistes-léninistes (scission du DKP).
- En Belgique : c'est en Belgique que la première scission pro-chinoise européenne est apparue, en 1963. Le maoïsme reste encore aujourd'hui présent en Belgique à travers le Parti du Travail de Belgique[20].

- Au Canada :
  - le Parti communiste ouvrier
  - le Parti communiste du Canada (marxiste-léniniste)
  - le Parti communiste révolutionnaire
- En Espagne :
  - le Parti communiste d'Espagne (marxiste-léniniste) devenu pro-albanais en 1977 puis pro-Mehmet Shehu en 1981
  - l'Organisation révolutionnaire des travailleurs
  - le Parti du travail d'Espagne
  - le Mouvement communiste d'Espagne
  - le Parti communiste espagnol (reconstitué) et son bras armé, les Groupes de résistance antifasciste du premier octobre (GRAPO)
- En Italie : le Parti communiste d'Italie (marxiste-léniniste), scission du PCI ; l'Union des communistes italiens (marxistes-léninistes) ; Lotta Continua, les Brigades rouges ; le Nouveau parti communiste d'Italie (nPCI) ; le Parti communiste politico-militaire
- En France (liste chronologique et généalogique) :
  - Les groupes historiques :
    - un avant-courrier : la revue Révolution (1963-1965)
    - la Fédération des cercles marxistes-léninistes de France, FCMLF (1964-1966)
      - de la FCMLF est issu le Mouvement communiste français marxiste-léniniste, MCFml (1966-1967)
        - le MCF devient fin 1967 le Parti communiste marxiste-léniniste de France, PCMLF (1967-1977) puis en 1977 le Parti communiste marxiste-léniniste. En 1985, il devient le Parti pour une alternative communiste lors de sa rupture avec le maoïsme.
          - d'une scission du PCMLF est issu le Front rouge (1970-1974), rebaptisé ensuite le Parti communiste révolutionnaire (marxiste-léniniste), PCRml (1974-1983)

    - le Centre marxiste-léniniste de France, CMLF, de tendance grippiste (1965-1976) : créé le 18 mars 1965 par Patrick Prado, Alain Dupuy et Claude Beaulieu, par la suite militant souverainiste. Son origine se trouve dans la constitution, en janvier 1964, du groupe de Clichy, par un groupe de militants exclus du Parti communiste français. Il s'aligne sur les positions du Parti communiste de Belgique de Jacques Grippa. À sa création, le CMLF défend les positions du gouvernement chinois. Le CMLF soutient, au nom de la stratégie de front national uni définie lors de sa première conférence nationale, en janvier 1966, le régime gaulliste qu'il considère comme un garant de l'indépendance nationale contre les impérialismes russe et américain. Il édite d'abord le Bulletin d'informations marxistes-léninistes de 1964à 1967, puis Tribune rouge en 1967-1968. Il est un des rares groupuscules pro-chinois non cité dans le décret de dissolution du 12 juin 1968, interdisant les mouvements considérés comme extrémistes. Dans la même période, il s'éloigne des positions chinoises lors de la révolution culturelle. Fortement concurrencé par d'autres organisations maoïstes, et notamment par le Parti communiste marxiste-léniniste de France, de Jacques Jurquet, qui obtient à son tour le soutien de Pékin, le CMLF périclite. Il disparaît officiellement en 1976[21],[22],[23],[24].
    - l'Union des jeunesses communistes marxistes-léninistes, UJCml (1966-1968)
      - de l'UJC est issue la Gauche prolétarienne (GP, 1968-1973), dont sont issus :
        - les Groupes révolutionnaires (GR, 1973)
        - le journal La Cause du Peuple (1974-1976),
        - le groupe Vaincre et vivre (1974-1976), dont sont issus
          - les Brigades internationales (BI, 1974-1977)
          - les Noyaux armés pour l'autonomie populaire (NAPAP, 1976-1977)

    - de la fusion de dissidents du PCMLF et de l'UJC est issu le groupe Vive le communisme (1968-1969)
      - le groupe Vive le communisme devient en 1969 le groupe Vive la révolution (VLR, principal représentant de la tendance « spontanéiste »[25], surnommée pour cette raison « mao-spontex », et qui édita le journal Tout ! (titre complet : Ce que nous voulons : TOUT !) : 1969-1971)

    - des dissidents du CMLF fondent la Voix populaire (1968-1970), tandis que des dissidents de l'UJC fondent la Ligne rouge (1969)
      - de la fusion des groupes Voix populaire et Ligne rouge est issu le groupe Prolétaire ligne rouge, PLR (1970-1975)

    - l'Union des communistes de France marxiste-léniniste, UCFml (1969-1985)
      - Plusieurs membres de l'UCF ont fondé en 1985 l'Organisation politique, mais celle-ci ne se revendique pas maoïste (ni marxiste-léniniste).

    - Marc Heurgon crée au sein du PSU un courant proche du maoïsme, la Gauche ouvrière et paysanne, GOP, qui sera exclue et fusionnera avec Révolution !, groupe dissident de la LCR, pour former en 1976 l'Organisation communiste des travailleurs (OCT).
    - le Parti communiste des ouvriers de France, PCOF, issu de la section de Strasbourg du PCMLF, toujours en activité mais ne se revendique plus du maoïsme aujourd'hui, mais d'abord de l'expérience albanaise (1979) et de l'anti-impérialisme, puis de l'Union populaire initiée par LFI.
      - l'Association des amitiés avec la république populaire du Pérou en formation, scission maoïste, qui relance l'Organisation pour la reconstruction du Parti communiste de France, ORPCF. L'ORPCF lance Le Drapeau rouge en 1995. Il devient en 2001 le Parti communiste de France (maoïste), PCF(m), puis en 2002 le Parti communiste maoïste de France, PCMF. Il participe à un processus de fusion au sein Bloc rouge (Unification des maoïstes) de 2013 à 2015 afin de former le PCm, toujours en activité.

- Les groupes actuellement en activité :
  - En France :
    - l'Organisation communiste marxiste-léniniste-Voie prolétarienne, OCML-VP, publie le mensuel Partisan et anime le blog Où va la CGT ? (1976-)
      - L'Union prolétarienne marxiste-léniniste, UPML, issu d'une scission d'OCML VP, en 2016, membre de l'ICOR, il produit régulièrement le bulletin Prolétaire Debout[26].
      - Unité communiste, UC, fondé en 2016, membre aussi de l'ICOR[27].

    - l'Organisation communiste - Front rouge, OC-FR, fondé en 2013 et issu du ROC-ML.
    - le Parti communiste maoïste, PCm, fondé en 2015 à partir du PCMF. Il est d'obédience marxiste-léniniste-maoïste, idéologie forgée par le PCP philippin. Il publie à ses débuts. la brochure Le Drapeau rouge[28],[29]. Il participe à la fondation de la Ligue communiste internationale.
    - Jeunes révolutionnaires/Ligue de la jeunesse révolutionnaire, JR/LJR, fusion en 2024 du premier, fondé en 2018 et du second, scission de 2021. Journal La Cause du peuple reformé en 2011.
- En Italie : le Parti marxiste-léniniste italien
- En Allemagne : le Parti marxiste-léniniste d'Allemagne
- En Grèce : Parti communiste de Grèce (marxiste-léniniste), Organisation communiste de Grèce (KOE)
- En Norvège : Parti communiste ouvrier de Norvège (AKP), Servir le peuple (membre de la Ligue communiste internationale).
- Internationales :
  - la Conférence internationale des partis et organisations marxistes-léninistes (Unité et lutte) (réunissant surtout les anciens « pro-albanais »)
  - la Conférence internationale des partis et organisations marxistes-léninistes (correspondance de presse internationale) (maoïste)

## Maoïsme ailleurs dans le monde
Lors de l'éclatement de la polémique publique entre le Parti communiste chinois et le Parti communiste de l'Union soviétique au début des années 1960, la ligne maoïste a été fortement minoritaire. À l'exception du Parti du travail d'Albanie, les seuls partis communistes de masse à soutenir les positions maoïstes se trouvaient en Asie : à l'exception du parti albanais, l'un des seuls mouvements communistes nationaux à choisir le camp maoïste sans passer par une scission pro-chinoise a été le petit Parti communiste de Nouvelle-Zélande. Dans un premier temps, le courant maoïste a disposé d'une implantation considérable en Asie grâce au soutien du Parti communiste japonais, du Parti communiste indonésien et d'une scission massive du Parti communiste d'Inde, le Parti communiste d'Inde (marxiste). D'autres partis communistes asiatiques, moins importants numériquement, s'étaient également prononcés en faveur de la ligne chinoise en Malaisie, en Thaïlande et en Birmanie. Le PC vietnamien observait une position neutre mais relativement favorable aux conceptions maoïstes.
Cette implantation massive a été éphémère. En Indonésie, le Parti communiste (PKI) a suivi la ligne maoïste d'alliance avec la « bourgeoisie nationale patriotique ». Il a apporté un soutien au régime nationaliste de Sukarno. En septembre 1965, après une tentative de coup d'État qui s'est déroulée dans des circonstances controversées, le mouvement communiste a été écrasé dans un bain de sang déclenché par le secteur nationaliste (soutenu par l'armée) et les milices musulmanes. Des centaines de milliers de personnes ont été assassinées souvent dans des circonstances atroces. Des centaines de milliers d'autres ont été déportées dans des camps de concentration. Le régime maoïste n'a jamais accepté de reconnaître sa part de responsabilité dans l'orientation désastreuse suivie par le PKI. Il a rejeté toutes les fautes sur le secrétaire général du PKI, Aïdit (qui fut exécuté par le régime militaire sans que Pékin n'organise la moindre campagne de solidarité).
Au Japon et en Inde, les directions communistes favorables au maoïsme s'en sont éloignées à partir de la révolution culturelle. Tant le PCJ que le PCI(M) ont rompu avec Pékin qui a promu la création de nouvelles formations inconditionnellement pro-chinoises et très minoritaires. D'un groupe maoïste pratiquant la lutte armée est apparu au Japon, la Fraction armée rouge, qui deviendra l'Armée rouge japonaise qui elle-même continuera en tant qu'Armée rouge japonaise (extérieur) au Liban. La plupart de ses membres ont depuis été arrêtés et incarcérés. En Inde, les maoïstes radicaux, exclus du PCI(M), ont lancé dès 1967 une insurrection, la « rébellion naxalite », qui est encore en cours aujourd'hui dans plusieurs États indiens sans jamais avoir été proche de prendre le pouvoir. Un temps réunis au sein du Parti communiste d'Inde (Marxiste–Léniniste), les « naxalites » ont ensuite éclaté en de multiples groupes : ce n'est qu'en 2004 qu'ils se sont à nouveau fédérés au sein d'un Parti communiste d'Inde (maoïste). Le Parti communiste thaïlandais a également lancé une guérilla, mais sans parvenir à menacer la monarchie.
Durant les années 1970, seul succès notable remporté par le maoïsme en Asie a été la prise de pouvoir au Cambodge par le régime des Khmers rouges. Le nouveau régime du Kampuchéa démocratique appliqua de façon extrémiste les thèses les plus radicales du maoïsme. La répression massive, le déplacement forcé de la population urbaine vers les campagnes, la persécution systématique des minorités ethniques ont abouti à un véritable génocide. Le régime fut renversé en 1979 par une intervention militaire vietnamienne. Les partisans de Pol Pot poursuivirent la guerre contre le régime pro-vietnamien à partir de bases situées en Thaïlande, jusqu'à leur défaite finale en 1998-1999.
Dans les années 1980, la principale guérilla maoïste se trouve au Pérou : c'est le Parti communiste du Pérou surnommé Sentier lumineux dans les médias, dirigé par Abimaël Guzman, qui se fait appeler le « Président Gonzalo » et dont l'interprétation du maoisme s'appelle la "Pensée Gonzalo". Abimaël Guzman est arrêté et incarcéré au début des années 1990, ce qui conduit le PCP a une scission et la perte de l'essentiel de sa base.
D'autres groupes maoïstes existent encore un peu partout dans le monde. Certains pratiquent la guérilla ou la lutte armée, comme le Parti communiste des Philippines avec sa Nouvelle armée populaire, ou le Parti communiste d'Inde (maoïste). D'autres sont de simples groupuscules, surtout en Europe occidentale et aux Amériques, comprenant le Parti communiste révolutionnaire des États-Unis, dirigé par Bob Avakian. Il existe notamment des groupes de guérilla maoïstes encore implantés en Colombie. Certains partis politiques turcs se réclament aussi du maoïsme, à l'image du Parti communiste de Turquie/marxiste-léniniste clandestin. Une internationale, le Mouvement révolutionnaire internationaliste, a été créée en 1984, réunissant les partis radicaux comme celui de Bob Avakian, et des mouvements de guérilla du tiers-monde comme le Sentier lumineux : elle est cependant restée confinée à la marginalité politique.
Des partis maoïstes existent également au Népal : le groupe le plus important, dirigé par Pushpa Kamal Dahal alias « Prachanda », a mené, entre 1996 et 2006, une guerre civile contre la monarchie : le cessez-le-feu, en 2006, a été suivi d'un processus de transition réunissant toutes les composantes politiques du pays. Le 28 décembre 2007, le parlement provisoire a aboli la monarchie et l'élection de l'Assemblée constituante népalaise en 2008 a été remportée par les maoïstes, Prachanda devenant ensuite premier ministre. Le chef maoïste a cependant dû quitter le pouvoir dès mai 2009, à la suite d'un conflit d'autorité avec le président. Après une période d'instabilité, les maoïstes ont été à nouveau au gouvernement d'août 2011 à février 2013, mais le scrutin de novembre 2013 a été largement remporté par le Congrès népalais, tandis que le Parti communiste unifié du Népal (maoïste) de Prachanda a perdu près des deux tiers de ses sièges.

### Sources primaires et essais
- Jean Daubier, Histoire de la révolution culturelle prolétarienne en Chine, Paris, Maspero, 1970.
- Simon Leys, Les Habits neufs du président Mao, Champ libre, 1971, réédition LGF - Livre de Poche, 1989.
- Gilbert Mury, De la révolution culturelle au Xe Congrès du parti communiste chinois, Paris, 10/18, 1973.
- Mao Zedong, Œuvres Choisies en cinq volumes, Éditions en langues étrangères, Pekin, 1977.
- Slavoj Žižek (présente), Mao, De la pratique et de la contradiction, (suivi d'une lettre d'Alain Badiou et la réponse de Slavoj Žižek), Paris, La Fabrique, 2008.

### Études historiques
- Lucien Bianco, « Essai de définition du maoïsme », Annales ESC, 34-5, 1979, p. 1094-1108 (lire en ligne)
- Christophe Bourseiller, Les Maoïstes. La folle histoire des gardes rouges français, Plon, 1996.
- Jung Chang, Jon Halliday, Mao. L'histoire inconnue, Paris, Gallimard, 2006.
- François Hourmant, Les années Mao en France, pendant et après Mai 68, Odile Jacob, 2018, 282 p.
- Mathieu Dejean, Comment le maoïsme a séduit une partie de la jeunesse des années 68 en France, Les Inrockuptibles, 9 mars 2018, [lire en ligne].